# Tornø
Tornø (que significa Illa Thorn) és una illa petita en el fiord d'Odense, més o menys 7 quilòmetres (4.3 mi) al nord-est de la ciutat d'Odense, en el municipi de Kerteminde, Funen, Dinamarca. Cobreix una àrea de 21 hectàrees (52 acres) i està connectada al continent per una presa de 300 m (980 ft). El primer pagès inquilí a l'illa va ser Hans Eriksen l'any 1921.
Durant anys, l'illa només podia ser accedida muntant o conduint a través de les aigües superficials però després que Anders Jørgensen comprés l'illa l'any 1922, la va connectar al continent per carretera de manera que es poguessin transportar les petxines extretes de l'illa. L'enllaç va ser completat l'any 1926. La planta trituradora de petxines fa molt de temps que ha desaparegut però la terra és cultivada encara en l'única illa deshabitada del fiord d'Odense. La granja original fa molt de temps que ha estat reemplaçada per un edifici de maó modern. El 2006 l'illa tenia una població de 3 habitants i 4 persones l'any 2014, tot i que l'illa és inaccessible al públic general. Conté una estreta llengua de pantà de sal.